# ブレッドソース

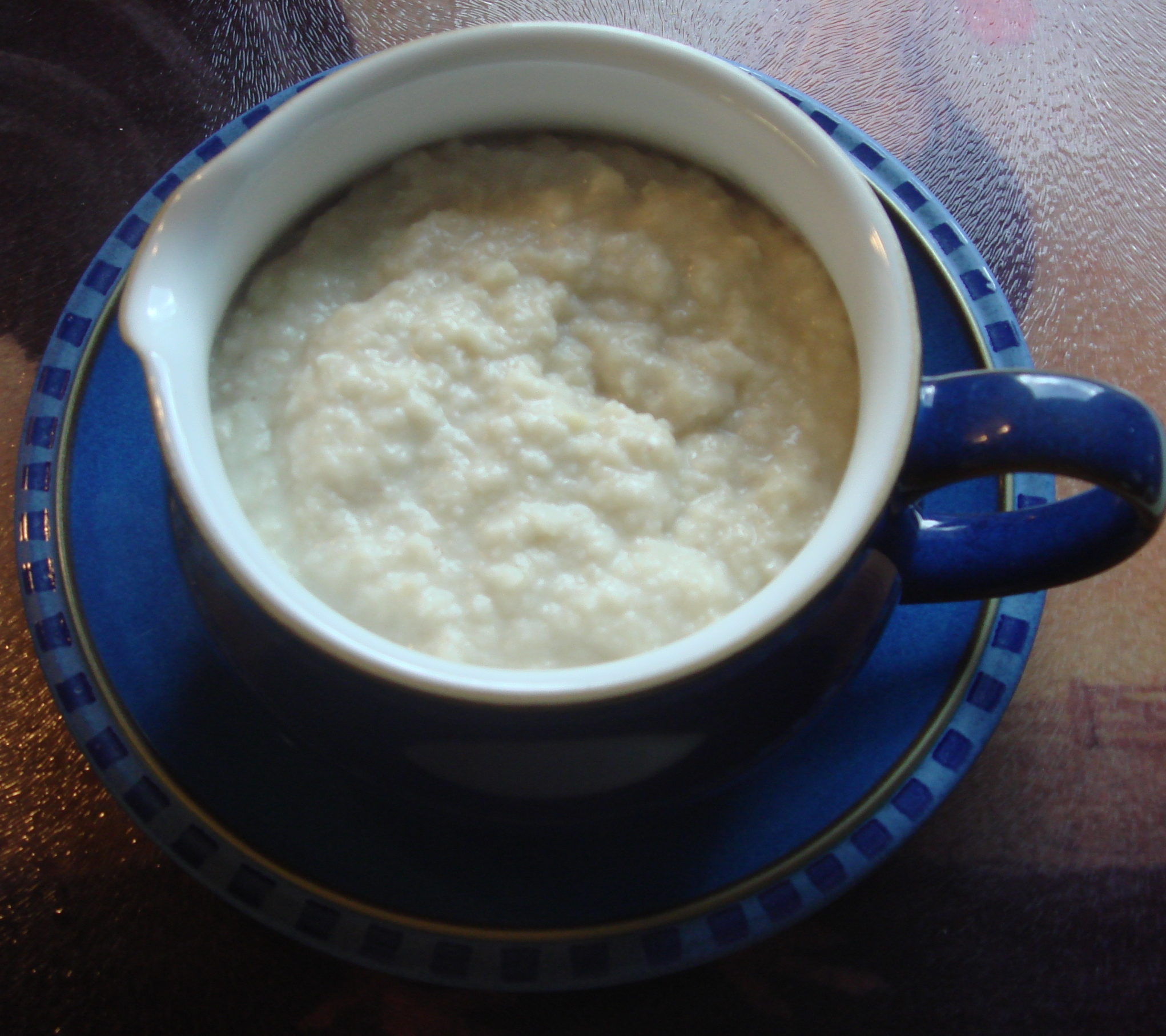
ブレッドソース

ブレッドソース（英 Bread sauce ）は、パンでとろみをつけた温かい、または冷たいソースである。ブレッドプディングに似ているが、甘みよりも塩味が強く、デザートではなく肉料理に使われる。
伝統的なイギリス料理のブレッドソースは、牛乳、バター、およびパン粉で作り、タマネギ、塩、クローブ、コショウ、およびローリエで風味付けする。クリスマスに、ローストチキンと七面鳥のローストに添えられる。固くなったパンをパン粉にするため、経済的である。
トルコ料理でもまた、パン粉をクルミやヘーゼルナッツをすりつぶした粉と混ぜて作った冷たいソースをヒヨコマメのサラダに添える。最も有名な料理は、チェルケスタヴーウとして鶏肉や鴨肉に添えられる。